# Ducat de Nàpols
El ducat de Nàpols, que va néixer com a província romana d'Orient dirigida per un governador militar (dux), aviat va passar a convertir-se en un estat independent, que va tenir una longevitat de cinc segles durant l'alta edat mitjana, paral·lela a la invasió longobarda de la Itàlia peninsular. També és conegut amb el nom de  Ducat Napolitano.
En efecte, l'àrea del ducat  era al segle vii entre les reduïdes zones costaneres que (igual que la veïna Amalfi o Gaeta) els longobards no van aconseguir conquerir, romanent com a dependències de l'Imperi Romà d'Orient.
La població de la capital, Nàpols, oscil·lava en aquesta època entre els 30.000 i els 35.000 habitants. La noblesa napolitana de l'època ducal estava representada per les anomenades famílies magnaticias, inscrites en els sedili de la ciutat medieval: entre aquestes cal esmentar les cases dels Capece, els Ferrario, els Melluso, els Pappansogna, els Boccia, els de Gennaro, els Russo i els Morfisa, que van tenir una especial rellevància en la vida civil de la ciutat a partir del segle x.
El ducat de Nàpols s'estenia al voltant de l'àrea de l'actual província de Nàpols i comprenia, a més de la zona napolitana l'àrea del Vesuvi, la península de Sorrento, els camps Flegreos, l'actual Giugliano in Campania, les zones d'Aversa, Afragola, Nola i les illes d'Ischia i Procida. En canvi, l'illa de Capri formava part del Ducato (després República Marítima) d'Amalfi.

## Creació del ducat
El ducat va ser instituït a 638 per l'exarca Eleuter. Els poders civils i militars es van concentrar en un duc triat, similar a l'estrateg de Sicília. El 661, un cop eliminat el perill longobard, Constant II va nomenar duc Basili, un funcionari local, fet que provocà així ' de facto el naixement del ducat de Nàpols, independent de l'Imperi Romà d'Orient. Al 763, el duc Esteve II de Nàpols va establir l'autonomia del ducat que formava part només de manera nominal de l'Imperi Romà d'Orient; més tard, el 840, Nàpols va passar a ser definitivament autònoma quan el duc Sergi I de Nàpols va declarar hereditària la successió del ducat.
El ducat de Nàpols es va veure embolicat, des del seu naixement i durant tota la seva existència, en una contínua i gairebé ininterrompuda seqüència de guerres, principalment defensives, contra la pressió dels seus nombrosos i poderosos veïns. Entre aquests, destaquen els prínceps longobards de Benevento, de Salern i de Càpua, els corsaris sarraïns, els emperadors romans d'Orient, els pontífexs i, finalment, els normands, que el van conquerir definitivament el 1137, posant fi a la seva història.
El 836, els napolitans es van aliar amb els sarraïns davant del setge dels prínceps de Benevent; el 846 i el 849, en canvi, van derrotar la flota sarraïna en dues batalles navals a Òstia i Gaeta, amb ajuda dels romans d'Orient i dels amalfitans. Al segle x, a més, van haver de defensar-se dels atacs de l'emperador Otó II de Saxònia.
El 1027 el duc Sergi IV de Nàpols va donar el comtat d'Aversa a la banda de mercenaris normands de Rainulf Drengot, que l'havien ajudat en la seva guerra contra el principat de Càpua, creant així el primer assentament normand de la Itàlia meridional. Des d'aquesta base d'Aversa, un segle més tard els normands estaran en mesura de sotmetre tot el sud d'Itàlia, donant vida al Regne de Sicília. El ducat de Nàpols va ser l'últim territori a caure en mans normandes, amb la capitulació del duc Sergi VII de Nàpols el 1137.

## Nota
1. ↑  Pierre Riché. The Carolingians.  University of Pennsylvania Press, gener 1993, p. 181–. ISBN 9780812213423 [Consulta: 18 gener 2011].
2. ↑   The Penny cyclopædia of the Society for the Diffusion of Useful Knowledge.  C. Knight, 1841, p. 479– [Consulta: 18 gener 2011].